# Mixtura (singel)
Mixtura – singel radiowy promujący płytę Magnes Reni Jusis. Utwór został wydany w Magnes Special Edition jako podwójny a-side z singlem Niemy krzyk w angielskiej wersji radiowej i niemiksowanej wersji płytowej.

## Lista utworów
1. "Niemy krzyk (radio edit)" - 3:38
2. "Niemy krzyk (album version)" - 6:54
3. "Mixtura (radio edit - english version)" - 3:37
4. "Mixtura (album version)" - 5:54
5. "Magnes (nhood remix)" - 6:43